# Света Анастасия Узорешителница (Анастасия)
„Света Анастасия Узорешителница“ или Фармаколитрия (на гръцки: Αγίας Αναστασίας Φαρμακολύτριας) е средновековна православна манастирска църква в зъхненското село Анастасия, Гърция, част от Зъхненската и Неврокопска епархия.
Църквата днес е енорийският храм на селото и се състои от две части – светилището е оригинален средновековен храм от средновизайнтийския период, а основният храм е добавен последователно в 1915 (или 1905) и 1975 (или 1978) година. Византийската църква принадлижи към типа куполни храмове, обградени с трем. Има нисък цилиндричен купол. На пода и по стените във византийския храм има мраморни украси.
Смята се, че църквата е византийският манастир, разположен извън стените на крепостта Зъхна, който в 1333 година е дарен от император Андроник III Палеолог заедно с малкия манастир на Богородица в Острини (Θεοτόκου Οστρινής) и 200 модия обработваема земя на монаха Яков, вероятно заради помощта, която той е оказал на владетеля в Гражданската война с дядо му Андроник II Палеолог. Манастирът „Света Богородица Фармаколитрия“ край село Кастидза получава грамота от сръбския владетел Стефан Душан в 1345-1346 година. По искане на монаха Яков в 1352 година е издадена от Стефан Душан втора грамота в полза на манастира „Света Анастасия“, която узаконява притежаването на старото село Острина. Малко по-късно, в 1352 - 1353 година монах Яков дарява двата малки манастира Остринския и „Света Анастасия“ на Серския манастир „Свети Йоан Претеча“.
Църквата се датира в XI – XII век. Под нея има сводеста римска гробница.
В 1995 година храмът е обявен за защитен паметник на културата.